# 소피 제르맹 정리
소피 제르맹 정리는
정수 {\displaystyle X}, {\displaystyle Y}, {\displaystyle Z}에 대해 {\displaystyle X^{5}+Y^{5}=Z^{5}}이면, {\displaystyle X}, {\displaystyle Y}, {\displaystyle Z}는 모두 5의 배수이다.
라는 내용이다.
프랑스의 여성 수학자 소피 제르맹이 증명했다.
소피 제르맹 정리는 페르마의 마지막 정리에서 {\displaystyle n=5}인 경우를 증명하는 데 유용하게 쓰인다.

## 일반화
위 정리를 일반화시키면
정수 {\displaystyle X}, {\displaystyle Y}, {\displaystyle Z}에 대해 {\displaystyle p}가 소피 제르맹 소수이고 {\displaystyle X^{p}+Y^{p}=Z^{p}}이면, {\displaystyle X}, {\displaystyle Y}, {\displaystyle Z}는 모두 p의 배수이다.

## 같이 보기
- 소피 제르맹
- 페르마의 마지막 정리